# Charles Malenfant
 (octobre 2021).
La mise en forme du texte ne suit pas les recommandations de Wikipédia : il faut le « wikifier ».
Les points d'amélioration suivants sont les cas les plus fréquents :
- Les titres sont pré-formatés par le logiciel. Ils ne sont ni en capitales, ni en gras.
- Le texte ne doit pas être écrit en capitales (les noms de famille non plus), ni en gras, ni en italique, ni en « petit »…
- Le gras n'est utilisé que pour surligner le titre de l'article dans l'introduction, une seule fois.
- L'italique est rarement utilisé : mots en langue étrangère, titres d'œuvres, noms de bateaux, etc.
- Les citations ne sont pas en italique mais en corps de texte normal. Elles sont entourées par des guillemets français : « et ».
- Les listes à puces sont à éviter, des paragraphes rédigés étant largement préférés. Les tableaux sont à réserver à la présentation de données structurées (résultats, etc.).
- Les appels de note de bas de page (petits chiffres en exposant, introduits par l'outil «  Source ») sont à placer entre la fin de phrase et le point final[comme ça].
- Les liens internes (vers d'autres articles de Wikipédia) sont à choisir avec parcimonie. Créez des liens vers des articles approfondissant le sujet. Les termes génériques sans rapport avec le sujet sont à éviter, ainsi que les répétitions de liens vers un même terme.
- Les liens externes sont à placer uniquement dans une section « Liens externes », à la fin de l'article. Ces liens sont à choisir avec parcimonie suivant les règles définies. Si un lien sert de source à l'article, son insertion dans le texte est à faire par les notes de bas de page.
- La présentation des références doit suivre les conventions bibliographiques. Il est recommandé d'utiliser les modèles {{Ouvrage}}, {{Chapitre}}, {{Article}}, {{Lien web}} et/ou {{Bibliographie}}. Le mode d'édition visuel peut mettre en forme automatiquement les références.
- Insérer une infobox (cadre d'informations à droite) n'est pas obligatoire pour parachever la mise en page.

Pour une aide détaillée, merci de consulter Aide:Wikification.
Si vous pensez que ces points ont été résolus, vous pouvez retirer ce bandeau et améliorer la mise en forme d'un autre article.
Charles Marie François Malenfant, né le 27 février 1763 à Rennes et mort le 23 août 1827 à Pacé (Ille-et-Vilaine). Avocat devenu chef d'escadron de dragons, sous-chef d'état-major à l'armée de Saint-Domingue, chef du corps des tirailleurs de Guyane, puis inspecteur surnuméraire au royaume de Naples. Il est décoré de la Légion d'honneur le 26 décembre 1816.

## Biographie

### Origines et jeunesse
Charles Malenfant est le fils de Noël Malenfant, marchand, et d'Anne Barbarin.
Après avoir suivi les cours de droit à la faculté de Rennes, Charles Malenfant devient avocat et décide de s'installer à Nantes en 1781. Il est inscrit au barreau jusqu'en 1786. Puis travaille pour une maison de commerce, ce qui l'amène à voyager. Il est à la veille de partir à Cadix, quand la Révolution commence à enflammer la France.

### Carrière militaire
Malenfant le 1er juillet 1789, à la veille de la prise de la Bastille, rejoint les Volontaires nantais. Il est nommé lieutenant de la 1re compagnie, ce sera sa première affectation militaire. Breveté lieutenant de dragons coloniaux, le 11 mars 1790, il est affecté à Saint-Domingue, à la 2e compagnie de Cul-de-sac.

### Séjour à Saint-Domingue

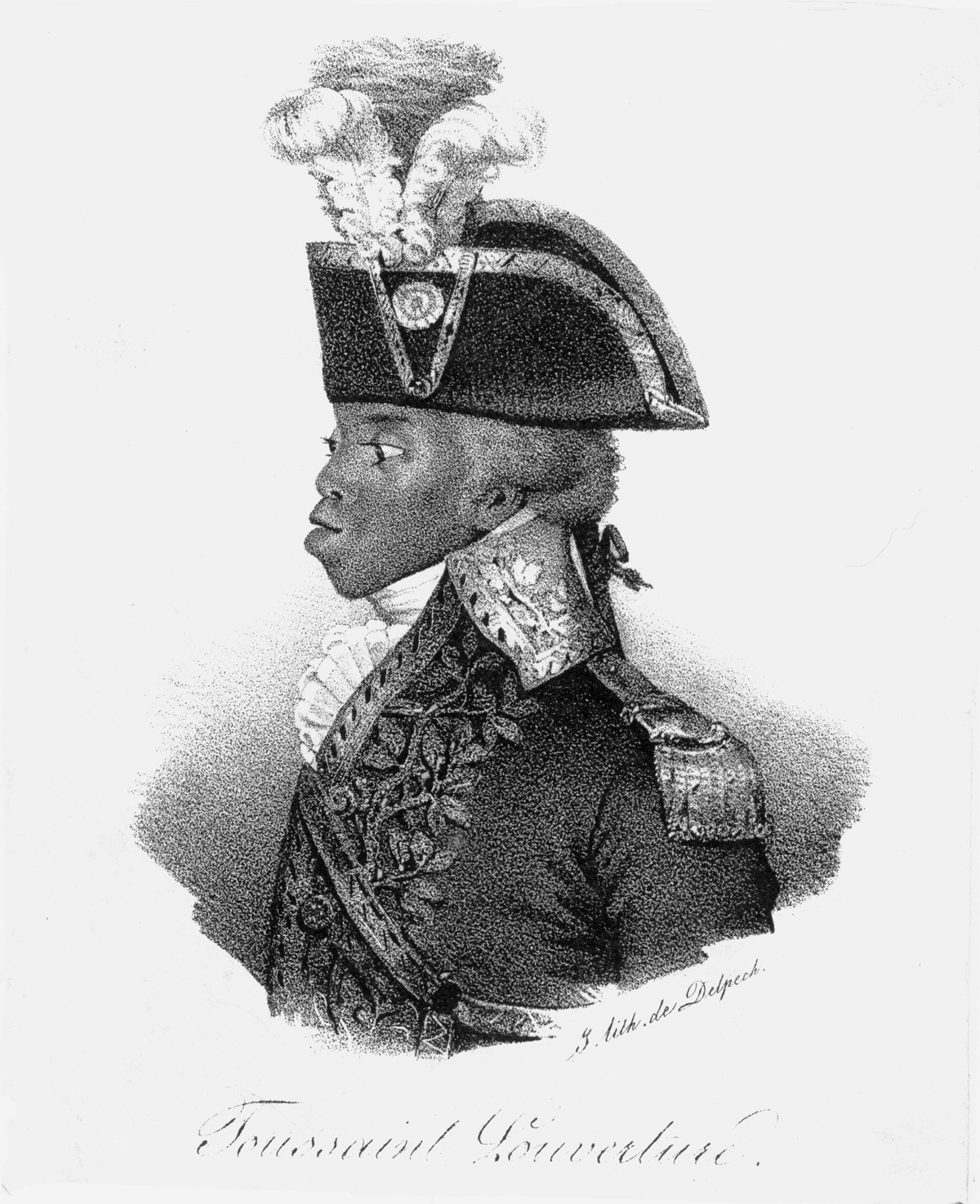
Toussaint Louverture, l'un des chef des insurgés de Saint-Domingue.

À cette époque, l'île est en effervescence. Le 15 mai 1791, l'égalité des mulâtres libres est proclamée à Paris, mais les colons refusent d'appliquer la loi. Toussaint Louverture qui a rejoint les insurgés, se retire dans la partie espagnole de l'île. Malenfant, qui est pour l'abolition de l'esclavage, va devoir combattre "les nègres révoltés". Il fera preuve de courage comme le mentionnent ses états de services :
- « Le 15 juin 1791, il prend deux pièces de canons sur les révoltés André Rigaud et Alexandre Pétion ».
- « Il entre le premier dans le fort de Bizoton [2]. Dans ce combat nous avons été repoussés 4 fois ».

Le chaos s'installe avec des revers de fortune pour chaque camp. Le 20 août 1792, Malenfant est capitaine de dragons, c'est ainsi qu'il intervient en janvier 1793 à la Croix-des-Bouquets, où l'expédition de la garde nationale de Port-au-Prince, attaquée par les esclaves révoltés, a perdu ses canons. Avec 120 dragons, il les récupère et sauve J-B. Rivière de la Souchère, un colon, dissimulé dans un champ de cannes à sucre. Le 17 mars 1794, au cours d'un combat, Malenfant est grièvement blessé et laissé pour mort, il a perdu un bras, l'œil droit percé par une baïonnette et la cuisse blessée. Ce qui lui vaudra une mention du ministre de la Marine Georges-René Pléville Le Pelley : « Je vous annonce que les comptes qui ont été rendus de la bravoure de cet officier sont très avantageux et les blessures dont il est couvert, sont des titres honorables qui le rendent recommandable».

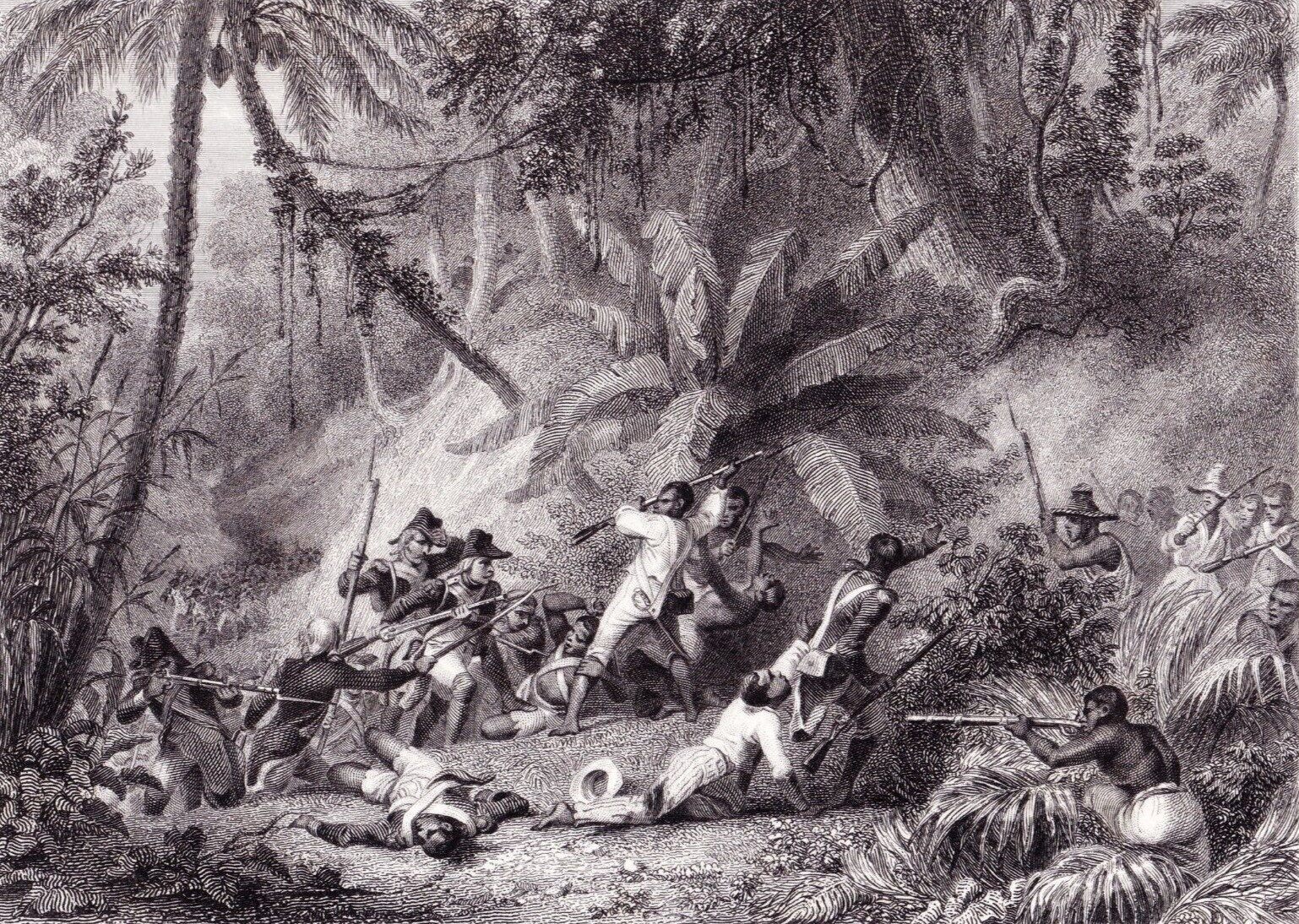
Bataille de la Ravine-à-Couleuvres le 23 février 1802.

Lors de la prise de Port-au-Prince, le 4 juin 1794, il est fait prisonnier par les Anglais et mis en prison, puis conduit à la Jamaïque. Il raconte : « Horriblement blessé et abandonné sans secours ; il (l'esclave chargé des prisonniers) se chargea d'une lettre, et je fus prisonnier sur parole, d'après la recommandation de la Roche-Jacquelin ».

### Son retour en France
Libéré, Malenfant rentre en 1795 en France, pays qui a retrouvé une certaine stabilité, c'est le Directoire. Ce qu'il a pensé de son arrivée à Paris, Malenfant le dira beaucoup plus tard : « J'ai été patriote, je le suis encore comme je l'étais en 1789. J'ai cru dans mon cœur que les Français pouvaient être républicains ; arrivé à Paris en 1795, j'ai jugé que ces républicains avaient plus de passions que de véritable républicanisme, et que la France ne peut-être sous un régime qui ne convient qu'à des gens sages et moins légers que mes compatriotes.
Compte tenu de ses blessures, Malenfant désire être nommé consul à New-York ou Baltimore. Bien qu'appuyé par Lanjuinais, il n'obtient le 28 septembre 1795 que le poste de vice-consul à New London qui finalement fut supprimé,. Malgré cet échec Malenfant écrit à Laurent Truguet, le ministre de la Marine, le 15 pluviôse an IV (5 janvier 1796) pour lui faire part de son point de vue s'il est à nouveau affecté à Saint-Domingue. Ce document de 20 pages donne des recommandations pour relancer l'économie de Saint-Domingue et même de soumettre les Noirs à l'imposition puisqu'ils deviendraient propriétaires. Il s'adresse à un ministre, comme lui, anti-esclavagiste.

### Nouveau séjour à Saint-Domingue
Le 20 thermidor de l'an IV (7 août 1796), Malenfant est nommé chef d'escadron, sous-chef d'état-major à l'armée de Saint-Domingue. Île où la lutte continue, les Anglais et les Espagnols soutiennent les colons. Mais Toussaint Louverture va finalement se rallier aux Républicains et participer activement à l'expulsion des Anglais. Malenfant sert sous les ordres du général Edme Étienne Borne Desfourneaux.

### Séjour en Guyane
Le 9 fructidor de l'an VII (26 août 1799), Malenfant est nommé chef du corps des tirailleurs de Guyane, gouvernée par Étienne Laurent Pierre Burnel. Celui-ci, après l'échec de sa mission avec René Gaston Baco, pour abolir l'esclavage à l'Isle de France, peine à gérer l'opposition des colons et bientôt l'influence des Déportés de Fructidor. Malenfant décrit ainsi Burnel : « Homme de beaucoup d'esprit, mais mordant, sans aucune idée de culture et de bonnes intentions, était si rempli de morgue, si vain, qu'il s'est fait détester et chasser de la colonie. Lié d'enfance avec lui, je lui ai donné des conseils dictés par la plus tendre amitié. J'ai voulu ramener les esprits prévenus contre lui par les plaintes des déportés… ». 
Malenfant est un républicain qui abhorre les jacobins, relate Laffon de Ladebat, déporté de fructidor dans son journal. Le journaliste Ange Pitou quand il rencontre Malenfant, au cours de sa déportation, regarde avec étonnement « une espèce d'homme ou de cyclope ».
En raison des tiraillements avec notre alliée la Guyane hollandaise Malenfant est envoyé par Burnel à Paramaribo pour calmer les esprits, sans résultats, le gouverneur Jurriaan François de Friderici (en) qui est sous la pression des Anglais ne l'a pas apprécié. L'attaque d'un navire américain par le corsaire le Hussard déclenche la "Quasi-guerre" avec les États-Unis que nous avions aidé à conquérir leur indépendance ! Malenfant est à nouveau à Paramaribo pour assister, le 27 août 1799, à la capitulation sans combat des Hollandais et à la capture par les Anglais du Hussard.
La situation devient difficile après l'invasion par les Anglais du Surinam. Burnel a levé un second bataillon noir, mais les colons s'y opposent et, le 19 vendémiaire (11 octobre 1798), ils exigent qu'il embarque par surprise, sur un navire neutre, le colonel Malenfant que les comploteurs soupçonnent de « travailler l'esprit des Nègres ». Il est embarqué sur le Danois avec le père et l'épouse de Burnel le 3 brumaire (25 octobre) pour la France. Burnel n'est pas forcément fâché de ce départ, car cet homme fougueux et turbulent l'inquiétait. Malenfant persuadait les Noirs qu'il avait des pouvoirs surnaturels, pour cela il enlevait son œil de verre et le remettait ce qui lui rendait la vue… Malenfant dit, pour sa part, qu'il a donné satisfaction au Ministre de la Marine… Le 12 frimaire (3 décembre 1799), Burnel, contesté par les colons, est embarqué de force par ceux-ci et regagne la France.
Malenfant continuera à s'intéresser à la Guyane sous l'administration de Victor Hugues et adressera de longues lettres de conseils au Ministre de la Marine.

### Toujours militaire mais en Europe

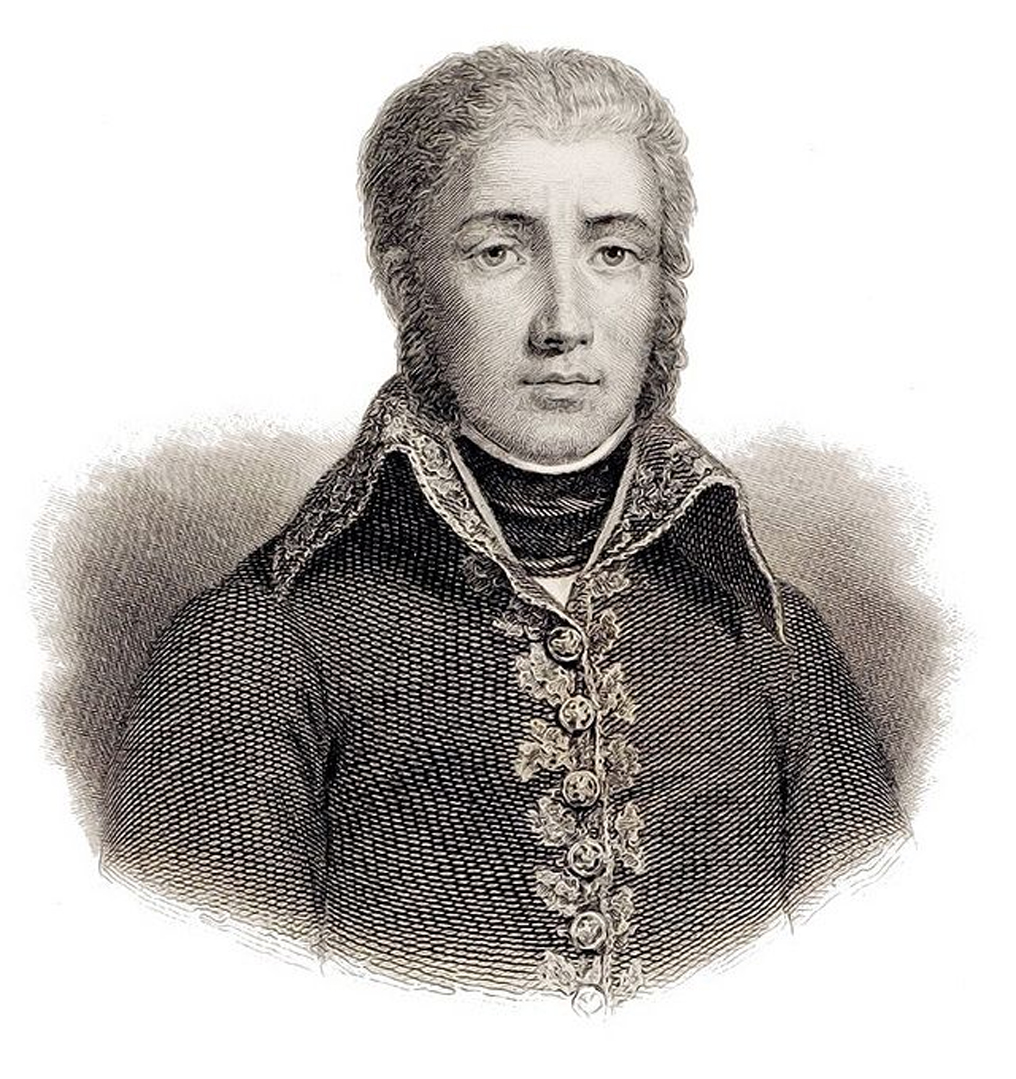
Le général Moreau

Le 4 fructidor an VIII (22 août 1800), Malenfant, à la demande du général Moreau, est employé à l'armée du Rhin comme adjoint à l'État-major. Ceci jusqu'à la dissolution de cette armée le 5 mai 1801. En tout cas Malenfant et Moreau partageaient le même point de vue : l'opposition à Napoléon.
Le 6 brumaire an X (28 octobre 1801) Malenfant est nommé sous-inspecteur aux revues pour l'armée expéditionnaire à Saint-Domingue, commandée par le général Leclerc, le beau-frère de Napoléon. Il se rend à Brest, mais le 7 nivôse de l'an 10 (28 décembre 1801), il est réformé « pour cause de maladie ». En fait par « injustice » indiqueront, plus tard, ses états de services. Les propos qu'il a tenus, le 9 décembre, au cours d'un diner avec des officiers lui ont été fatals. Pour lui, les Noirs ne se rendront pas à la vue des troupes françaises, ils se battront pour défendre leurs acquis. Ces propos répétés à Leclerc, le font débarquer et renvoyer à Paris comme « ami des nègres ».
Malenfant ne cherche pas à se défendre, il revient à la vie civile pendant trois ans. Il travaille pour un armateur. Ses voyages, sans doute comme subrécargue, vont le mener en Guyane, en 1803 ; aux États-Unis, où il retrouve le général Moreau à Philadelphie en septembre 1805.
Le 10 février 1806, à 43 ans, Charles Malenfant épouse à Paris Anne Charlotte Antoinette Renaut
Le 6 juin 1808, il est nommé par le ministre de la Guerre : Inspecteur surnuméraire au royaume de Naples. Il est titularisé inspecteur aux revues de 2e classe le 30 octobre 1809, et va servir en Italie, où il sera de nouveau blessé, sans doute à cette occasion les deux coups de feu dans la poitrine et le coup de baïonnette mentionnés à la fin de ses états de services. Malenfant est admis à la 27e division à Turin, comme le mentionnent les Almanachs impériaux de 1812 et 1813. Puis à la 13e division militaire.

### De retour en France
Le 3 avril 1814, Malenfant envoie au général Dessoles son adhésion au rappel de Louis XVIII comme roi constitutionnel. Quelques jours plus tard, Napoléon abdique.
En juillet, craignant une nouvelle expédition à Saint-Domingue, Malenfant veut dissuader la Première Restauration et écrit au mois d'août 1814 un exposé de 334 pages en toute hâte :
« Des colonies et particulièrement de celle de Saint-Domingue, Mémoire historique et politique ». C'est : « 1° Un exposé impartial des causes et un précis historique des guerres civiles qui ont rendu cette colonie indépendante » et « 2° Des considérations sur les moyens de la rattacher à la métropole, d'y ramener une paix durable, d'en rétablir et accroître la prospérité ».

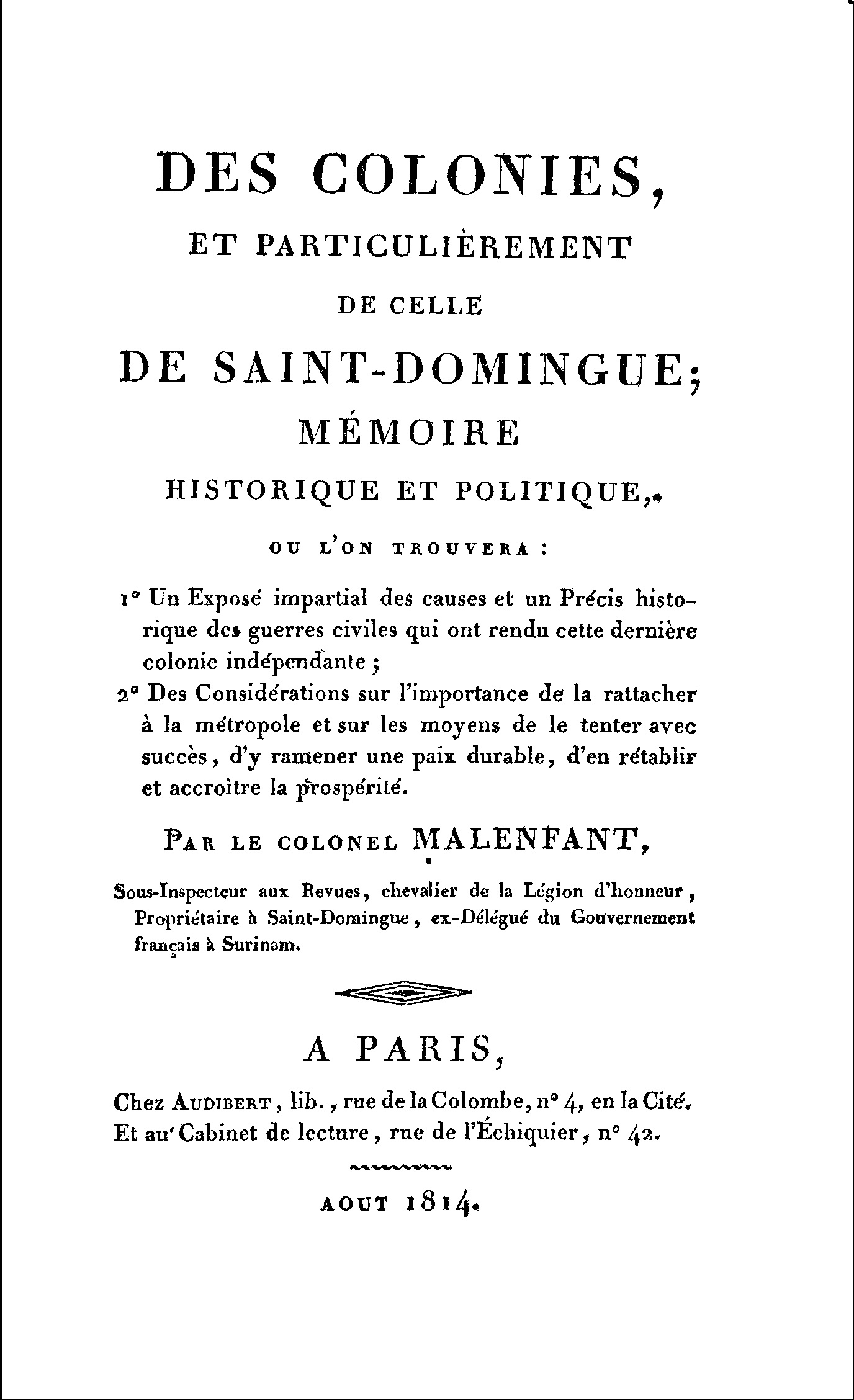
Mémoire des Colonies de Malenfant

Il se donne le « titre » de propriétaire à Saint-Domingue pour justifier son livre. En fait, il aurait été gérant de la sucrerie Foucaud au Fond-Parisien, d'ailleurs son nom ne figure pas sur l'inventaire de l'indemnisation des colons spoliés, sous-série F/12, établi en 2010 par les Archives Nationales, complété depuis, il est vrai. Et il dit concernant l'indemnisation : « Je ne parle pas pour moi, car je n'ai aucune réclamation à faire au gouvernement ».
Le 15 mars 1814 sa carrière est reconstituée pour lui attribuer la Légion d'Honneur, brevet signé le 26 décembre 1816. Lors de l'attribution de cette décoration, après tous les régimes que l'on vient de connaitre, Malenfant doit jurer fidélité au roi Louis XVIII le 18 août 1817.
À 52 ans et 6 mois, Malenfant prend sa retraite le 9 décembre 1815 à Pacé (Ille-et-Vilaine) et se retire dans sa demeure du Casse. Après 26 ans et 2 mois de service, il va mourir le 23 août 1827, âgé de 64 ans.
Avant son décès il a assisté à la réclamation par la France d'une indemnisation d'Haïti au profit des colons, démarche qui n'a pas abouti. Sous Louis-Philippe 1er, une Commission sur l'esclavage est constituée, le 26 mai 1840, le témoignage posthume de Malenfant est plusieurs fois cité : il a soutenu l'action du commissaire civil Polverel et dit « Sous Toussaint, la colonie était florissante ; les blancs étaient heureux et tranquilles sur leurs biens et les nègres travaillaient ».